# Porta do joystick Atari
A porta de joystick Atari é uma porta de computador usada para conectar diversos controladores de jogos a consoles e computadores domésticos dos anos 1970 aos 1990. Ela foi introduzida originalmente no Atari 2600 em 1977 e depois utilizada nos Atari 400 e 800 em 1979. A porta se tornou multiplataforma com o VIC-20 em 1981, sendo adotada em várias máquinas subsequentes dessas empresas, assim como por diversas outras plataformas de terceiros, como o MSX e consoles da Sega.
A porta, baseada no conector DB de 9 pinos e baixo custo, tornou-se um padrão de facto durante os anos 1980 e início dos 1990, sendo compatível com uma ampla variedade de joysticks e outros dispositivos, como paddles, canetas óticas e mouses. A padronização era tão forte que dispositivos como a Interface Kempston permitiam o uso de joysticks Atari no ZX Spectrum. A porta também foi utilizada para finalidades não relacionadas a jogos, incluindo a interface AtariLab [en], modems, teclados numéricos e até placas de expansão de vídeo.
Por volta de meados da década de 1990, os últimos modelos de computadores e consoles que utilizavam a porta Atari — frequentemente para joystick e mouse — foram descontinuados. Os computadores compatíveis com IBM PC, que não possuíam a porta Atari, passaram a dominar o mercado doméstico, e fabricantes de consoles como a Sega migraram para outros tipos de conexão.

## História

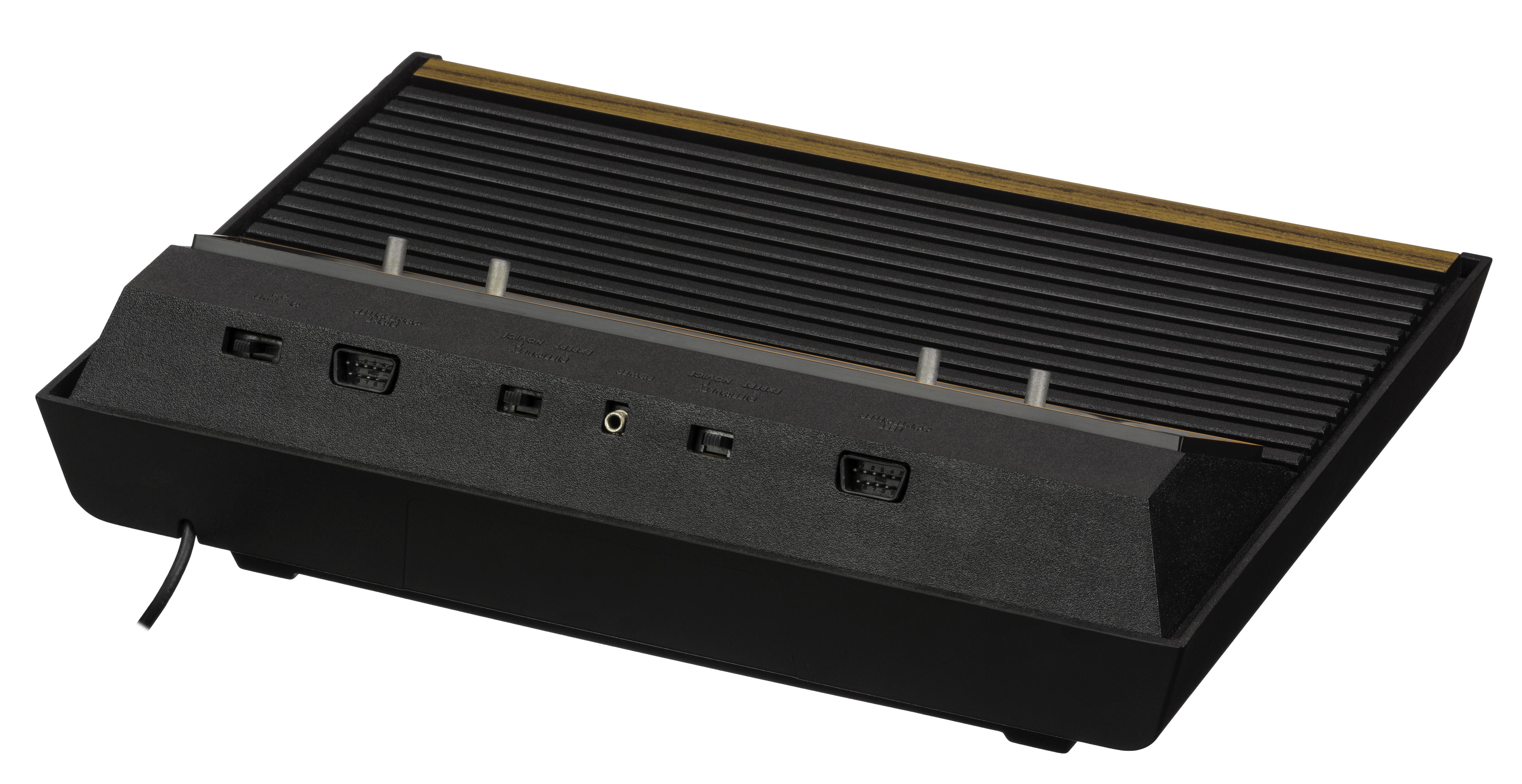
As portas apareceram pela primeira vez na parte traseira do 2600. Nos primeiros modelos CX2600, elas estavam separadas por aproximadamente 7,5 cm; já no modelo CX2600A, a separação era maior.

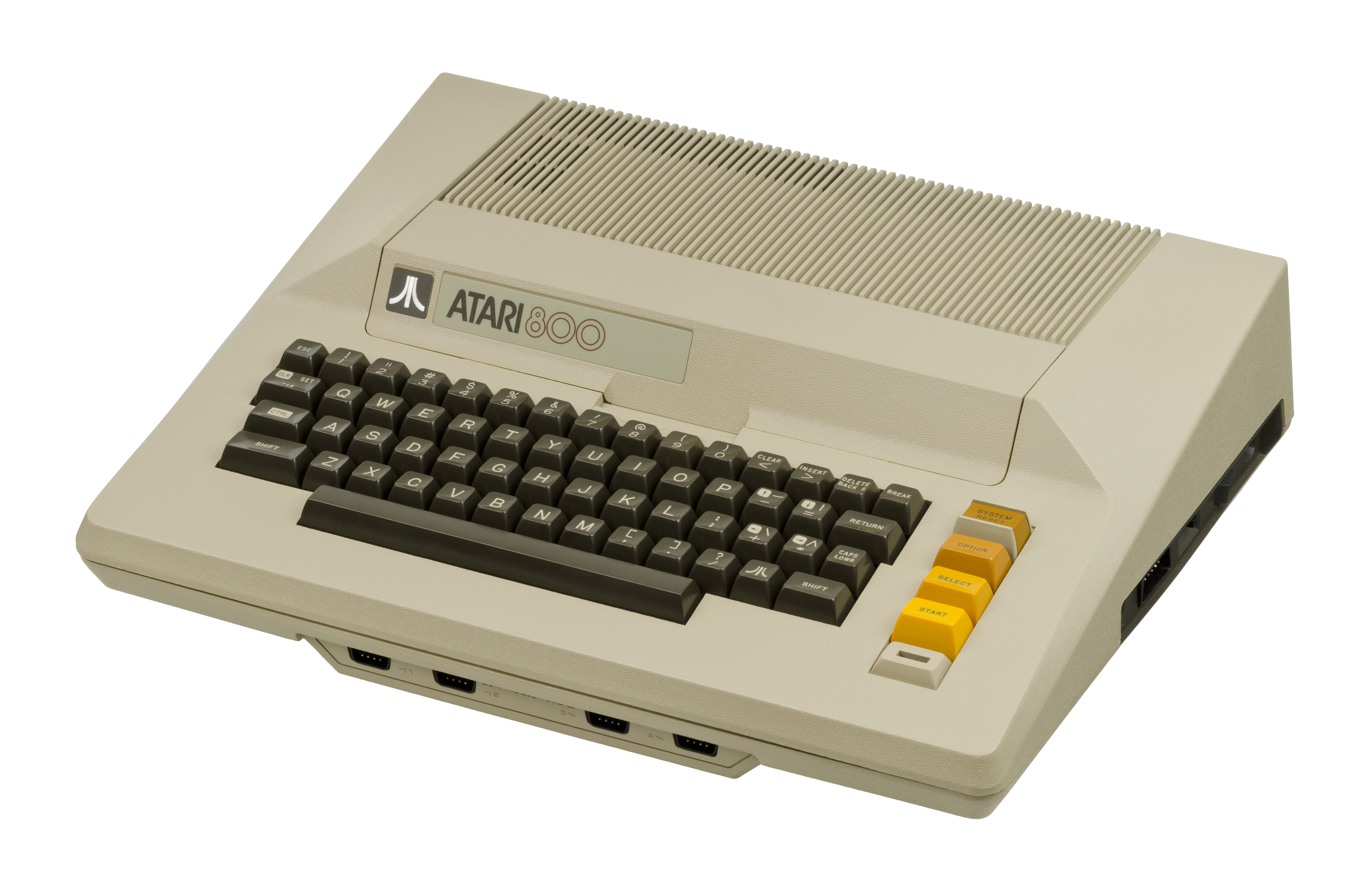
Os Atari 400 e 800 tinham quatro portas distribuídas na frente da máquina.

O Atari Video Computer System (mais tarde conhecido como 2600) surgiu a partir da tentativa da empresa de superar as limitações encontradas com o lançamento do seu primeiro console doméstico, o Pong. Embora tenha sido um sucesso, o Pong era caro para projetar e limitado a apenas um jogo. Tornar o sistema capaz de rodar vários jogos era mais prático. A lista de jogos a serem suportados incluía variações do Pong e o Tank [en]. O desejo de rodar esses dois jogos levou à necessidade de um sistema de entrada flexível; Pong usava controladores paddle analógicos, enquanto Tank usava dois joysticks digitais (liga/desliga). Os jogos de arcade da época normalmente utilizavam paddles, joysticks ou volantes giratórios específicos, bem diferentes dos usados em carros reais.
O desenvolvimento do 2600 existia apenas no papel até setembro de 1975, quando foi lançado o processador MOS Technology 6502. O 6502 oferecia uma combinação ideal de recursos, desempenho e custo, tornando viável a criação de um console que usasse cartucho de ROM para armazenar os jogos. Com essa possibilidade, a equipe de design da Cyan Engineering [en] iniciou o desenvolvimento efetivo do projeto.
Como parte desse esforço, Joe Decuir [en] começou o desenvolvimento de um sistema de I/O baseado principalmente no MOS Technology 6532 [en], que incluía portas I/O de 8 bits e hardware para controlar o refrescamento de memória e outras funções internas. O projeto final utilizava cinco pinos para controlar os botões do painel frontal e quatro pinos para cada controlador. Além disso, o TIA [en] — responsável principalmente por áudio e vídeo — era usado para controlar dispositivos de entrada baseados em temporização, como paddles e canetas óticas. O conector físico escolhido foi o D-sub de 9 pinos, já comum para portas seriais de baixa contagem de pinos nos computadores Apple II e máquinas baseadas no S-100 bus. Cada pino do conector se ligava diretamente aos pinos correspondentes dos chips controladores.
O 2600 foi lançado em 1977, acompanhado por controladores paddle e um joystick. A porta permitia ao console suportar uma variedade maior de jogos — não apenas títulos específicos, mas gêneros inteiros. A maioria dos consoles anteriores ao Atari usava controladores paddle, mesmo os com controles destacáveis, como o Fairchild Channel F e o Magnavox Odyssey. No entanto, o joystick era uma novidade, rapidamente elogiado por permitir controle direto em diversos jogos que seriam difíceis de jogar com paddles. O joystick foi chamado de "o auge dos controladores de entretenimento doméstico em sua época".
Após o lançamento do 2600, a equipe da Cyan voltou-se imediatamente ao desenvolvimento de seu sucessor, mirando o ano de 1979 como meta de lançamento. Como o "padrão" já havia sido estabelecido no 2600, os novos equipamentos naturalmente mantiveram a mesma interface de controle, embora os sistemas de leitura dos sinais fossem diferentes. Com a aproximação de 1979, o mercado de computadores domésticos começou a surgir, e a Atari reposicionou o novo sistema como os computadores Atari 400 e 800. Isso fez com que o padrão cruzasse a linha entre consoles e computadores.
O design da porta era extremamente flexível e, com o tempo, passou a suportar não apenas uma grande variedade de dispositivos de entrada, mas também de saída. Entre os dispositivos não relacionados a controle estavam o sistema AtariLab [en], que permitia a conexão de equipamentos de laboratório como termômetros digitais, o modem MPP-1000C de 300 baud, e até o adaptador XEP80 da própria Atari, que possibilitava exibição em 80 colunas na série 8-bit. A porta era amplamente utilizada na comunidade "homebrew" como uma interface de entrada leve, e artigos ensinando a construir diversos adaptadores eram comuns.
A Commodore incluiu a porta de joystick Atari no computador VIC-20. A Atari possuía patentes sobre o joystick e obteve uma liminar contra a Commodore, que produzia um joystick praticamente idêntico para o VIC-20, mas não detinha patentes sobre a porta em si. Quando a Commodore iniciou o desenvolvimento do VIC-20, milhões de controladores compatíveis com essa porta já estavam no mercado.
A porta de joystick Atari se proliferou rapidamente na indústria. Centenas de novos dispositivos surgiram ao longo do tempo, incluindo trackballs e outros periféricos avançados. O padrão tornou-se tão amplamente adotado que quase toda máquina de 8 bits lançada após 1982 o utilizava, e adaptadores estavam disponíveis para aquelas que não o tinham, como o Apple II e o ZX Spectrum. Um revendedor do TI-99/4A relatou que seu produto mais vendido era o adaptador para joystick Atari. A porta foi posteriormente adotada também por máquinas de 16 e 32 bits como o Atari ST e o Amiga.
A introdução do Nintendo Entertainment System foi o primeiro exemplo amplamente difundido de um sistema de jogos da época que não usava o design da porta Atari, pois seu D-pad foi projetado especificamente para ser menos volumoso. À medida que novos consoles surgiam nesse mercado revitalizado, novos tipos de porta eram introduzidos para cada modelo. Enquanto isso, o IBM PC havia introduzido a porta de jogo [en] de 15 pinos, projetada principalmente para entradas analógicas, embora seu uso fosse raro até a popularização dos simuladores de voo.
Em meados da década de 1990, o padrão Atari começou a se tornar obsoleto à medida que computadores como o Atari ST e o Amiga saíam de mercado, junto com consoles como o Sega Genesis. Com o Atari STE, a empresa introduziu a porta de joystick aprimorada (conector D-sub de 15 pinos), mantendo as duas portas originais do Atari ST; no entanto, quando o Jaguar foi lançado, apenas a porta aprimorada foi utilizada. Ainda assim, o padrão foi tão popular em sua época que continua sendo um ícone comum na iconografia dos videogames até hoje, frequentemente sendo associado à estética dos sistemas de videogame e design dos anos 1980. Diversos adaptadores também foram criados para converter essas portas para USB, bem como novos joysticks com visual retrô inspirados no padrão Atari e utilizando USB.

## Descrição
A porta de joystick Atari utilizava um conector macho de 9 pinos no sistema hospedeiro e conectores fêmea nos dispositivos. Os periféricos clássicos da Atari usavam um plugue arredondado em forma de gota, fácil de segurar, facilitando a conexão. Quase todos os dispositivos compatíveis seguiam layouts físicos semelhantes, muitas vezes copiando o design do plugue original.
Nos consoles e computadores de 8 bits da Atari, a leitura dos sinais do joystick era feita por um processo de varredura que atualizava valores em diversos registradores de 8 bits. Nos computadores de 8 bits, por exemplo, os pinos da porta estavam conectados a hardware personalizado de I/O. Os valores instantâneos eram lidos 30 vezes por segundo durante a interrupção de retardo vertical [en] (VBI), momento em que o sistema operacional executava várias tarefas de manutenção. Dependendo da configuração dos registradores, os sinais eram interpretados de diversas maneiras e então armazenados em registradores de RAM. A Atari chamava esse processo de cópia do hardware para a RAM de "sombreamento".

### Joysticks

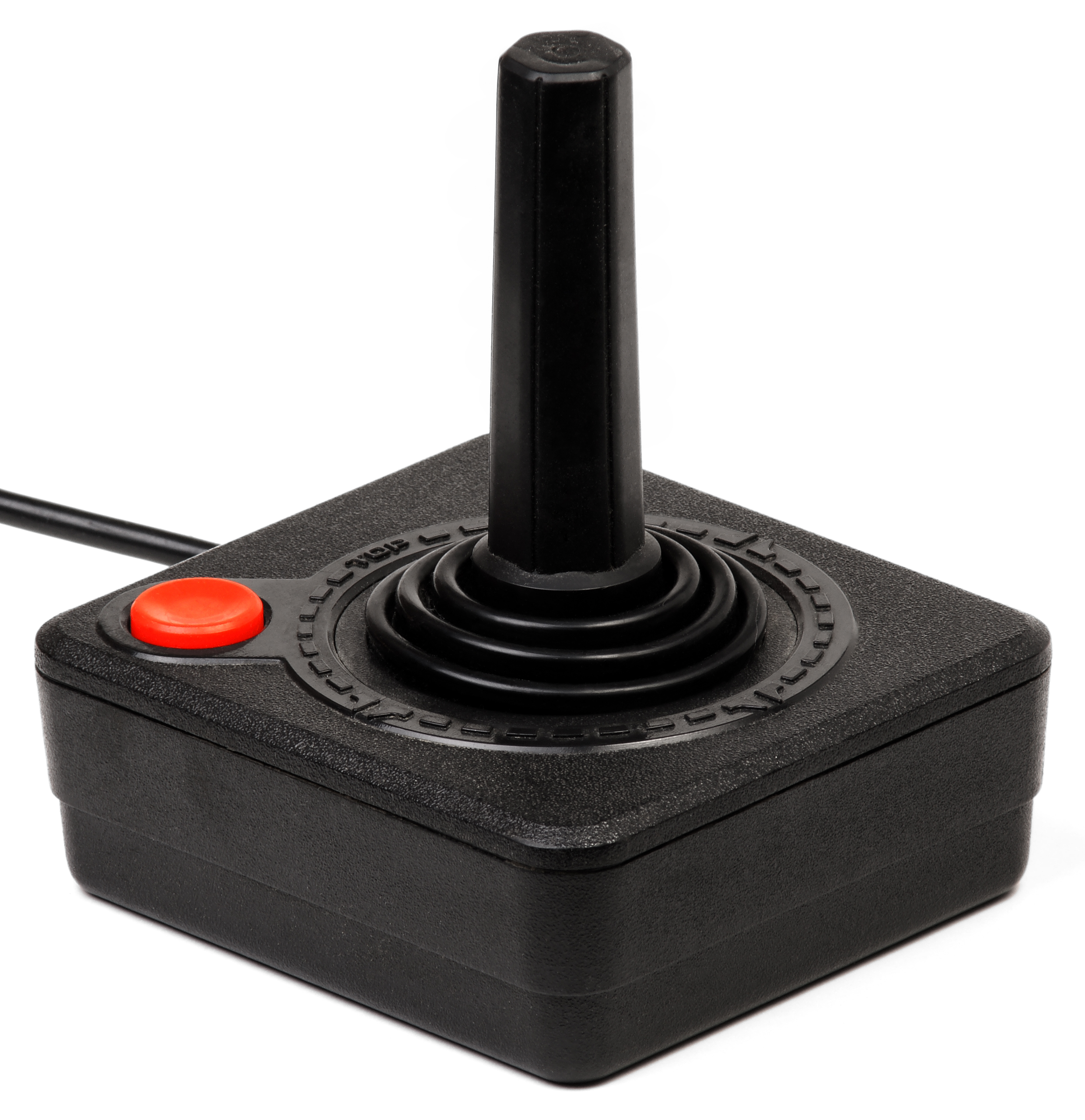
O joystick padrão da Atari foi usado em milhões de sistemas.

Os joysticks da Atari incluíam quatro interruptores internos para registrar a direção e um quinto para o botão de disparo. Cada um desses interruptores se conectava diretamente a um pino da porta e, por sua vez, a uma entrada em um dos chips de I/O. O sistema operacional lia esses sinais em cada VBI e copiava seu status para os registradores de sombra, com as portas de número menor armazenadas nos bits menos significativos. Por exemplo, se o controle 0 estivesse sendo movido para cima e para a direita, o registrador PORTA teria os bits 0 e 3 ativados, o que corresponde ao valor decimal 9. O status dos botões de disparo dos joysticks era armazenado em registradores separados, cujo bit zero era ativado (1) quando o botão estava pressionado.

### Controladores de direção (driving controllers)
Jogos de corrida dos anos 1980 geralmente tinham visão superior e usavam um tipo especial de controlador: ao invés de uma direção estática (como em um volante real), esses enviavam comandos de esquerda ou direita apenas quando o controle estava girando nessa direção. O jogador girava o volante o mais rápido possível para virar o carro e o segurava para que o carro seguisse em linha reta novamente.
Nos consoles da Atari, esses controladores funcionavam como os joysticks, ativando os interruptores de direção à medida que giravam. Os programas precisavam observar a sequência de bits nos registradores de sombra para determinar se o controlador estava sendo girado para a direita ou para a esquerda. O sistema operacional não tentava interpretar esses sinais como comandos "esquerda" e "direita".

### Paddles

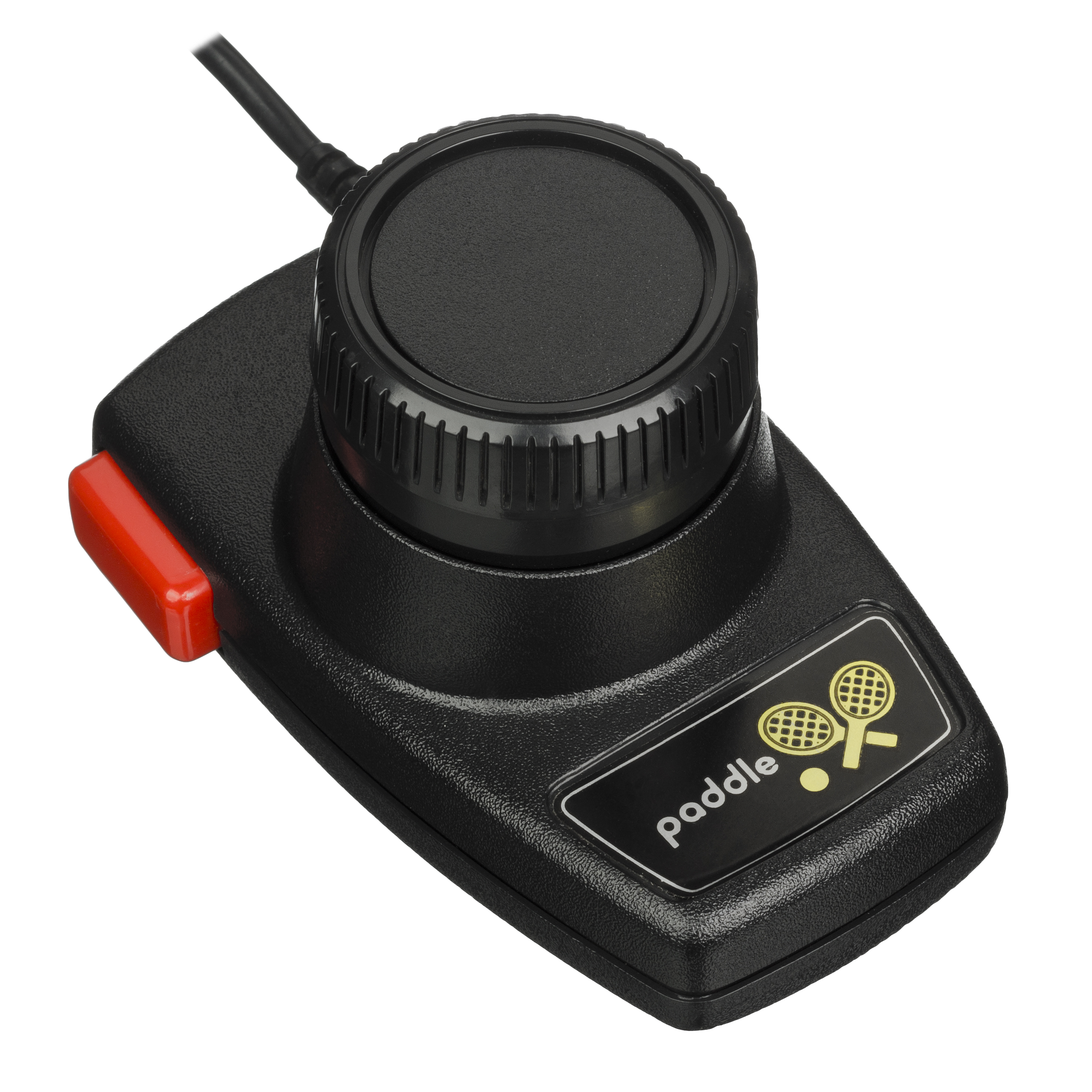
Os controladores paddle da Atari eram razoavelmente comuns, embora menos populares que os joysticks.

Os paddles são dispositivos analógicos usados para controlar o posicionamento horizontal do jogador na tela. Nos sistemas Atari, os paddles eram conectados em pares, permitindo até quatro jogadores em sistemas com duas portas.
Eles funcionavam conectando a linha de +5 V através de um potenciômetro e retornando aos pinos 5 e 9, um para cada paddle do par. Esses pinos eram conectados a um capacitor, que carregava em uma velocidade proporcional à posição do potenciômetro. Quando a tensão no capacitor atingia um valor limite, uma interrupção era gerada no sistema operacional, que então copiava o valor do color clock [en] do hardware de vídeo. Esse valor, normalmente entre 0 e 228, era armazenado como um número de 8 bits no registrador de sombra POT.
Uma vantagem desse sistema era que os valores do color clock produzidos pelos paddles eram os mesmos usados para controlar a posição horizontal dos sprites. Isso permitia que o programador simplesmente copiasse o valor do registrador de sombra do paddle para o registrador de posição horizontal do sprite, fazendo com que o objeto aparecesse exatamente onde o paddle indicava.

### Controladores de teclado

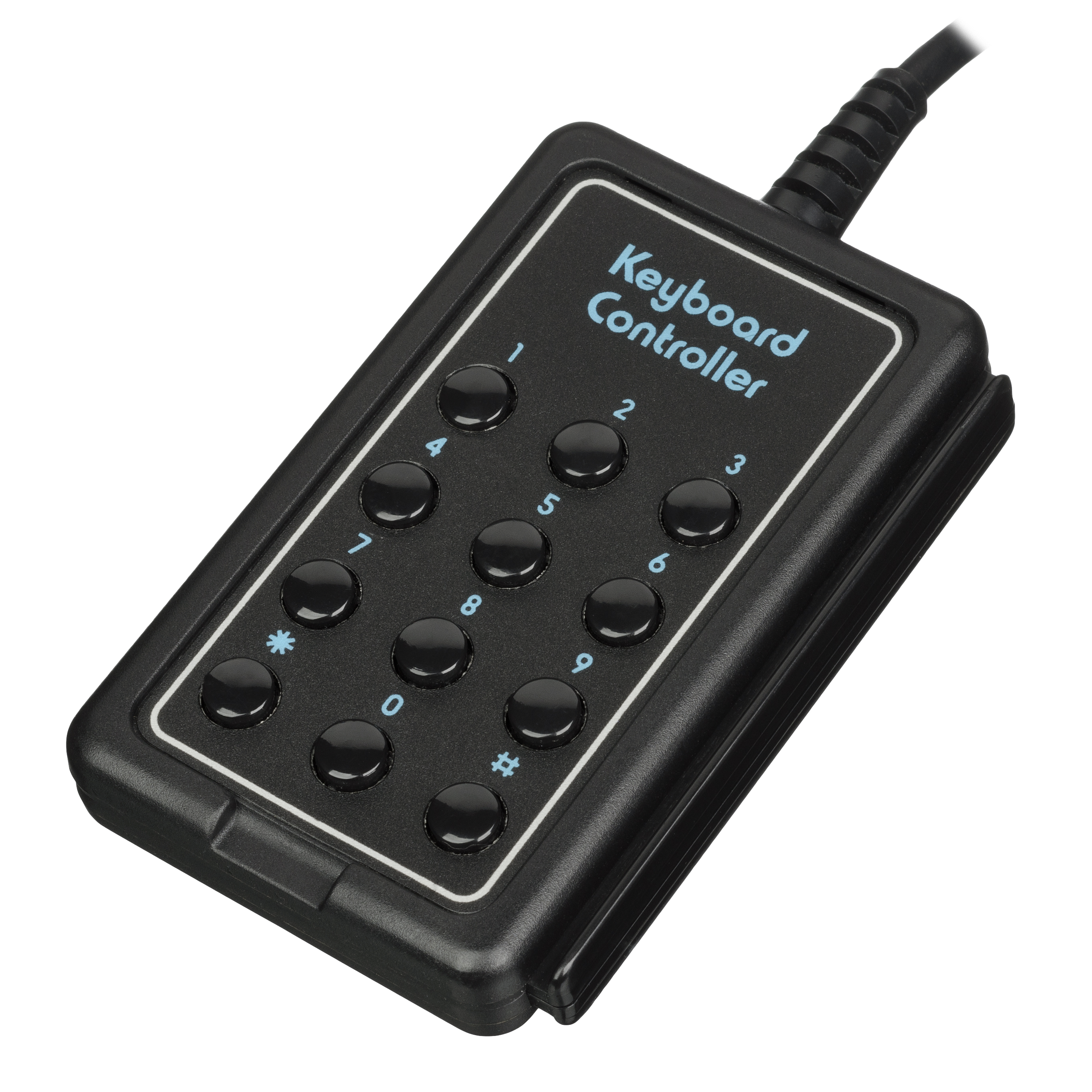
O controlador de teclado era relativamente raro no 2600, mas uma versão mais robusta era comum nos Atari 400 e 800 para entrada numérica.

Os controladores de teclado eram usados nos sistemas Atari como entradas auxiliares, incluindo teclados numéricos nos computadores da linha 8-bit e controladores especiais no 2600, como no caso da versão de Star Raiders. Eles eram baseados em uma matriz 4 por 3, totalizando 12 teclas possíveis. Quando uma tecla era pressionada, a linha era codificada ativando um dos quatro bits do registrador de sombra do joystick, PORTA ou PORTB, enquanto a coluna ativava um bit em um dos registradores de gatilho (trigger). O programador precisava ler ambos para identificar qual tecla foi pressionada; não havia firmware para mapear isso em códigos de tecla (o 2600 nem possuía esse conceito).

### Caneta de luz

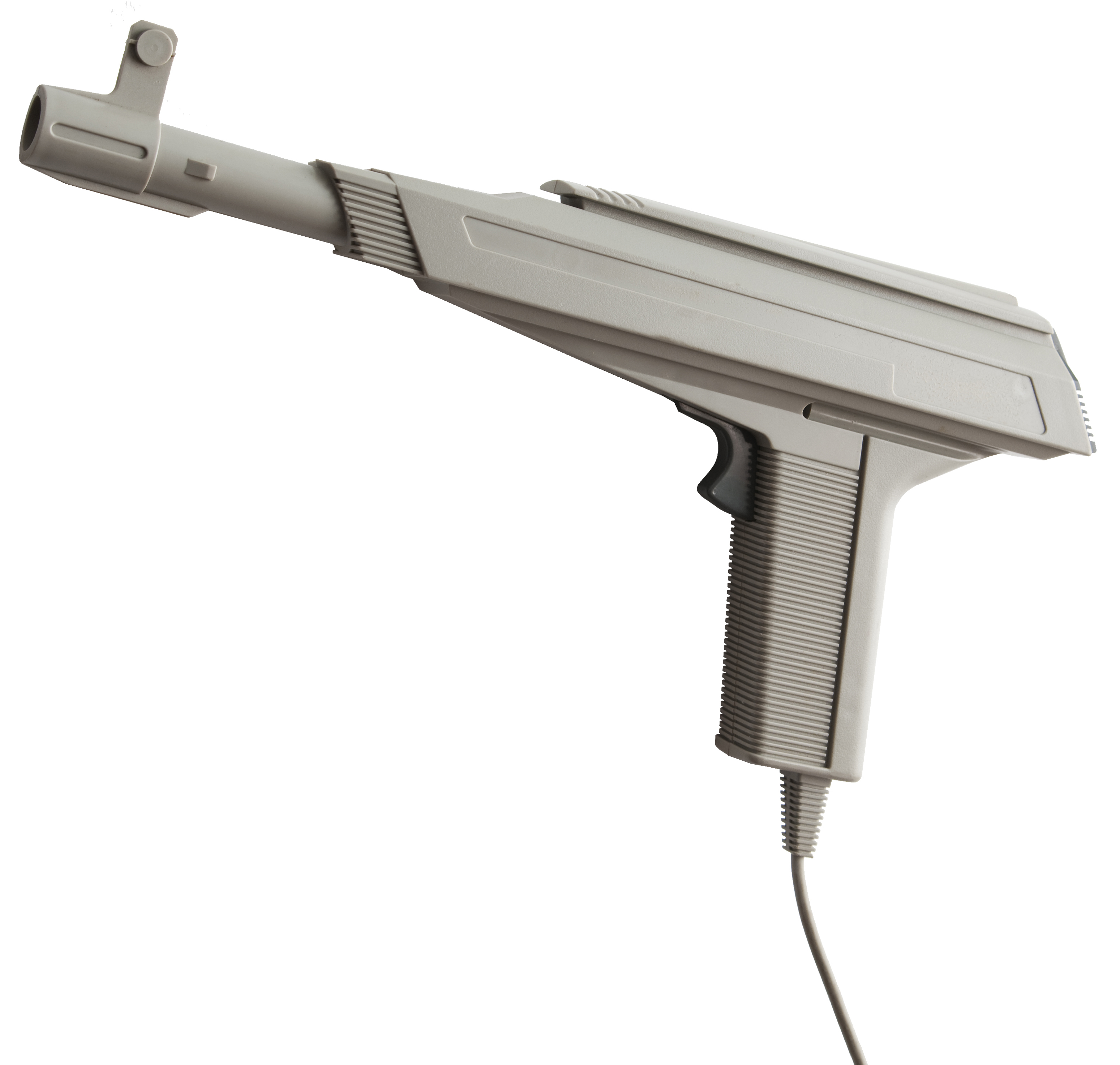
A pistola de luz do Atari XEGS era, essencialmente, uma caneta ótica em um invólucro decorativo.

As canetas óticas também eram suportadas diretamente. Nesse caso, um fototransistor presente na caneta era conectado à linha de gatilho da porta. Quando colocada no modo de caneta de luz, e o sinal da linha de gatilho era detectado como baixo, o sistema operacional copiava o valor do clock de cor para o registrador PENH para armazenar a posição horizontal, e copiava o valor do registrador VCOUNT (do hardware de vídeo) para o registrador PENV. O resultado eram dois valores de 8 bits que codificavam diretamente a posição X e Y da caneta com base nas coordenadas do vídeo. Um sprite podia então ser posicionado nessas coordenadas, aparecendo sob a caneta. Como os temporizadores não eram muito precisos, as posições precisavam ser médias ao longo de várias varreduras de tela para se obter um valor confiável.

### Tablets gráficos
Os tablets gráficos eram manipulados usando o mesmo hardware dos controladores paddle, com o eixo X sendo lido como a saída de um paddle e o eixo Y como o outro. Havia três botões: um na caneta e um em cada canto superior do tablet. O botão da caneta era ligado à direção “cima” da porta do joystick, enquanto os botões esquerdo e direito do tablet eram conectados a duas das entradas de gatilho.

### Saída
Como os pinos do joystick eram conectados diretamente aos controladores de entrada/saída da placa-mãe, era possível programá-los para enviarem sinais de saída, em vez de entrada. Essa funcionalidade foi usada, por exemplo, na placa de vídeo Atari XEP80 [en], que utilizava o pino 1 como saída e o pino 2 como entrada. Um driver de dispositivo usava esses pinos para implementar uma porta serial bidirecional, funcionando nas portas de joystick 1 ou 2. Drivers semelhantes foram utilizados por outros dispositivos, como modems, que evitavam a necessidade de usar o sistema mais caro Atari SIO.

## Outros sistemas

### Sistemas totalmente compatíveis
O VIC-20 possuía uma porta de controle, e o Commodore 64 tinha duas, cada uma com uma implementação completa do padrão Atari. As diferenças em relação aos sistemas da Atari estavam principalmente no hardware utilizado para decodificar os sinais.
Os pinos digitais das portas de controle do Commodore 64 eram lidos por um chip MOS Technology CIA [en], e as entradas analógicas dos paddles funcionavam de forma semelhante aos Atari, mas através do chip de som MOS Technology SID em conjunto com um temporizador. Como o SID possuía apenas um conjunto de duas entradas para esse fim, um registrador adicional determinava qual das duas portas estaria conectada ao SID em cada momento. Canetas de luz só podiam ser utilizadas na Porta de Controle 1, e seu funcionamento era similar ao do Atari, mas com um clock mais rápido, o que fazia com que o eixo horizontal fosse lido com valores de 0 a 511. A precisão, no entanto, era a mesma, pois os valores eram arredondados para pares.
Os mesmos pinos no CIA #1 também eram usados para manipular o teclado e outras tarefas do sistema, o que causava alguns conflitos. Por exemplo, o interruptor de direção esquerda da Porta 1 estava ligado à mesma entrada do comando CTRL do teclado, e ao ser pressionado, provocava lentidão na rolagem de programas em BASIC. Devido à forma como a varredura do teclado era feita, manter o botão de disparo pressionado podia gerar caracteres aleatórios. Por isso, muitos jogos do C64 exigiam que o joystick fosse conectado na Porta de Controle 2.
No Atari ST, as duas portas normalmente eram configuradas com a Porta 0 no modo mouse e a Porta 1 no modo joystick. No modo joystick, funcionavam quase da mesma forma que nos modelos anteriores, mas no modo mouse o sistema monitorava os pinos para detectar entradas discretas (ou "eventos"). O sensor do mouse gerava 200 eventos por polegada de movimento, e o sistema conseguia acompanhar até 10 polegadas por segundo. O controle dessas portas, do teclado e de um relógio em tempo real era feito por um controlador dedicado chamado Intelligent Keyboard (ikbd). A implementação da porta no ST não possuía entrada analógica; essa funcionalidade só foi introduzida no modelo STE, com uma porta de 15 pinos.
O Commodore Amiga também tinha uma implementação completa de duas portas chamada gameports. Diferentemente dos sistemas anteriores, que exigiam a leitura direta de bits nos registradores, o sistema operacional do Amiga dispunha de drivers e bibliotecas específicas para facilitar a interação. Isso incluía suporte para cinco tipos de dispositivos: mouses, joysticks, canetas de luz e controladores proporcionais (categoria genérica para paddles e joysticks analógicos). Havia ainda opções para configurar como e quando o sistema notificava mudanças nos dispositivos. Por exemplo, o programador podia definir que o driver só enviasse eventos ao detectar movimento de 10 unidades ou mais no mouse, reduzindo a carga de processamento. 

### Sistemas parcialmente compatíveis
A linha de computadores TI-99/4A utilizava um conector de 9 pinos fisicamente idêntico ao da Atari, e os dispositivos e funcionamento geral eram semelhantes. No entanto, os pinos da porta estavam rearranjados e utilizavam aterramentos separados para selecionar qual joystick seria lido, o que tornava o sistema incompatível diretamente. Adaptadores para conectar dispositivos padrão Atari eram simples e muito comuns. O fabricante e a maioria dos adaptadores usavam diodos em todas as linhas (exceto os aterramentos) para evitar toques fantasmas.
O console ColecoVision expandia o controle do Atari 2600 com dois (ou quatro) botões e um teclado numérico de 12 teclas. Ele também era compatível com volantes (driving controllers) e trackballs. Muitos jogos podiam ser jogados com um controle compatível com Atari, desde que um controle Coleco estivesse conectado na segunda porta para seleção de jogo.
O console Atari 7800 ampliava o controle do 2600 com um segundo botão de disparo. Jogos que não exigiam os dois botões podiam ser jogados com joysticks clássicos.
Computadores MSX usavam uma versão levemente modificada da porta, substituindo uma das entradas analógicas por um segundo botão de disparo, e a outra por um pino de “strobe”. No uso normal, joysticks estilo Atari funcionavam, embora sem suporte ao segundo botão. O pino de strobe era utilizado para leitura de mouses. Diferente do ST e do Amiga, que usavam hardware dedicado para rastrear os sinais gerados pelo mouse, os MSX — por serem baseados em hardware mais simples — delegavam esse trabalho ao próprio mouse. O mouse armazenava dois valores de 8 bits com o deslocamento desde a última leitura, e esses valores eram enviados em partes a cada pulso no pino de strobe (quatro pulsos transmitiam os dois bytes, nibble por nibble). O pulso de strobe também reiniciava os contadores. Como mouses MSX eram caros, surgiram adaptadores para mouses estilo PS/2, que usavam lógica semelhante.
Os controles do Sega Master System e Genesis eram retrocompatíveis e podiam ser usados com o Atari 2600.
Nem todos os sistemas Magnavox Odyssey 2 tinham controles destacáveis. Nos modelos que tinham, bastava um adaptador simples de pinos para usar um joystick Atari.

### Sistemas que usavam adaptadores
O Apple II também tinha uma porta de joystick com conector D-sub de 9 pinos, mas com funcionamento bastante diferente: conectava dois joysticks analógicos em uma única porta. Isso tornava os controles pouco práticos para jogos de direção. Por isso, adaptadores para dispositivos padrão Atari eram comuns — tanto comerciais, como o Sirius Joyport [en], quanto feitos em casa. Diferente dos adaptadores usados nos sistemas da Commodore, a maioria dos adaptadores caseiros apenas convertia os sinais do joystick digital, sem suportar os demais dispositivos (como paddles). Mesmo assim, os paddles poderiam funcionar, já que a porta do Apple II aceitava entradas analógicas — bastaria um adaptador mecânico simples.
O ZX Spectrum, até o modelo Spectrum +2, não tinha uma porta de controle integrada, o que levou à criação de várias interfaces diferentes. Adaptadores para joystick Atari eram comuns, como a Interface Kempston e a ZX Interface 2, que não eram compatíveis entre si. A Interface 2 transformava os comandos do joystick em pressões de tecla, e portanto não permitia o uso de sinais analógicos, como os do paddle. Os modelos posteriores do Spectrum — +2, +2A e +3, fabricados pela Amstrad — possuíam duas portas de joystick embutidas, mas com pinagem não padronizada. Joysticks de um botão no estilo Atari podiam ser usados com um simples adaptador de fiação.
O BBC Micro tinha um sistema de portas relativamente complexo baseado em um conector D-sub de 15 pinos que suportava dois joysticks analógicos, como no Apple II. Esses sinais eram convertidos por um circuito analógico-digital dedicado, o que os tornava ideais para tarefas de interface semelhantes às realizadas com o AtariLab [en]. No entanto, devido à popularidade da porta Atari, também existiam adaptadores para esse sistema — variando bastante quanto ao número e tipo de dispositivos suportados.

### Gráfico de sistemas compatíveis
| Pino | Atari 800 Atari VCS | Atari 7800     | Atari ST                 | VIC-20 C64 C64GS C128 | Amiga          | CD32                      | Amstrad CPC   | Amstrad GX4000 | MSX               | Master System      | Mega Drive (Genesis) | Sinclair      | Tomy Tutor/Pyuuta | TI-99/4A      | Odyssey2      |
| ---- | ------------------- | -------------- | ------------------------ | --------------------- | -------------- | ------------------------- | ------------- | -------------- | ----------------- | ------------------ | -------------------- | ------------- | ----------------- | ------------- | ------------- |
| 1    | Cima                | Cima           | Cima                     | Cima                  | Cima           | Cima                      | Cima          | Cima           | Cima              | Cima               | Cima                 | não utilizado | GND P1            | não utilizado | GND           |
| 2    | Baixo               | Baixo          | Baixo                    | Baixo                 | Baixo          | Baixo                     | Baixo         | Baixo          | Baixo             | Baixo              | Baixo                | Comum         | GND P2            | P2 GND        | Botão 1       |
| 3    | Esquerda            | Esquerda       | Esquerda                 | Esquerda              | Esquerda       | Esquerda                  | Esquerda      | Esquerda       | Esquerda          | Esquerda           | 1Y (-, Esquerda)     | não utilizado | Botão 1           | Cima          | Esquerda      |
| 4    | Direita             | Direita        | Direita                  | Direita               | Direita        | Direita                   | Direita       | Direita        | Direita           | Direita            | 2Y (-, Direita)      | Botão 1       | Botão 2           | Botão 1       | Baixo         |
| 5    | Botão B (Paddle B)  | Botão direito  | não utilizado            | Botão 3 (POTY)        | Botão 3 (POTY) | Carga de deslocamento OUT | Botão 3       | não conectado  | VCC               | VCC (+5 V)         | VCC (+5 V)           | Cima          | Baixo             | Esquerda      | Direita       |
| 6    | Botão 1             | Botão 1        | Botão 1                  | Botão 1               | Botão 1        | Atirar, Clock OUT         | Botão 2       | Botão 1        | Botão 1           | TL (1, gatilho)    | TL (A, B)            | Direita       | Esquerda          | não utilizado | Cima          |
| 7    | VCC (+5 V)          | VCC (+5 V)     | VCC (+5 V)               | VCC (+5 V)            | VCC (+5 V)     | VCC (+5 V)                | Botão 1       | Botão 2        | Botão 2           | TH (sensor de luz) | TH (Select OUT)      | Esquerda      | Cima              | P1 GND        | não utilizado |
| 8    | GND                 | GND            | GND                      | GND                   | GND            | GND                       | GND (linha 9) | GND            | Estroboscópio OUT | GND                | GND                  | Comum         | Direita           | Baixo         | não utilizado |
| 9    | Botão A (Paddle A)  | Botão esquerdo | Botão 2 (porta 0 apenas) | Botão 2 (POTX)        | Botão 2 (POTX) | Dados seriais IN          | GND (linha 6) | não conectado  | GND               | TR (2)             | TR (Start, C)        | Baixo         | não utilizado     | Direita       | não utilizado |

### Citações
1. 1 2  Decuir 2015, p. 60.
2. ↑  Decuir 2015, p. 61.
3. ↑  Decuir 2015, p. 64.
4. ↑  Montfort, Nick; Bogost, Ian (2014). Stella and Combat: A BIT of Racing the Beam. [S.l.]: MIT Press. p. 22. ISBN 9780262316446
5. ↑  Rollings, Andrew; Adams, Ernest (2003). Andrew Rollings and Ernest Adams on Game Design. [S.l.]: New Riders Press. p. 167. ISBN 9781592730018
6. ↑  Decuir 2015, p. 66.
7. ↑  Edwards, Benj (4 de novembro de 2009). «Inside the Atari 800». PCWorld
8. ↑  Jackson, Charles (outubro de 1984). «AtariLab». Antic
9. ↑  «Replace your interface with a loaded modem». InfoWorld: 95. 7 de maio de 1984
10. ↑  Jackson, Charles (julho de 1987). «Miracle Box From Atari». Antic
11. ↑  Dubin, Marshall (1983). «Interfacing Your Atari». In:  Small, David. The Creative Atari. ISBN 9780916688349
12. ↑  Thornburg, David (abril de 1981). «The Commodore VIC-20: A First Look». Compute!: 26
13. ↑  «Atari wins joystick battle». InfoWorld: 5. 29 de novembro de 1982
14. ↑  Mace, Scott (14 de fevereiro de 1983). «Advanced game controllers debut at consumer show». InfoWorld: 28–29
15. ↑  Boaz, Joaquin (8 de agosto de 1983). «Good news, bad news - new games, joystick revealed». InfoWorld: 22–24
16. ↑  Fernandez, Adelbert (maio de 1986). «DE RE JOYSTICK: Programming & Repairing The First User Friendly Computer Interface». Antic
17. ↑  Riley, Tom; Riley, Kelda (1983). The Computer Controller Cookbook. [S.l.]: Creative Computing Press. p. Capítulo 9
18. ↑  Malcolm, Bruce (1983). «The Atari Connection». Nibble: 162
19. ↑  Mace, Scott (11 de abril de 1983). «Trackballs fail to navigate rapidly in maze games». InfoWorld: 26, 27
20. ↑  Mace, Scott (9 de abril de 1984). «Atarisoft vs. Commodore». InfoWorld. 50 páginas. Consultado em 4 de fevereiro de 2015
21. ↑  Commodore 1987, Apêndice A, p. A-10.
22. ↑  Kent, Steven (2001). The Ultimate History of Video Games: The Story Behind the Craze that Touched our Lives and Changed the World. [S.l.]: Prima Publishing. p. 279. ISBN 9780307560872
23. ↑  Calvert, J. B. (18 de agosto de 2002). «The Game Control Adapter». A Review of Electronics
24. ↑  Wolf, Mark (2012). Before the Crash: Early Video Game History. [S.l.]: Wayne State University Press. p. 67. ISBN 978-0814337226
25. ↑  Lidwell, William; Manacsa, Gerry (2011). Deconstructing Product Design. [S.l.]: Lockport Publishers. p. 97. ISBN 9781592537396
26. ↑  Sorrel, Charlie (29 de janeiro de 2010). «The Classic Wrist-Busting Atari Joystick is Back». Wired
27. ↑  Atari 1982, p. II.30, III.19.
28. ↑  Atari 1982, pp. II.30-II.31.
29. ↑  Indy 800 Service Manual (PDF). [S.l.: s.n.] 1977
30. ↑  Atari Hardware Manual (PDF). [S.l.]: Atari. 1983
31. 1 2  Atari 1982, pp. II.31.
32. ↑  Atari 1982, p. II.31, III.23.
33. ↑  Atari 1982, p. II.32.
34. ↑  Atari XEP80 Interface Module Owner's Manual. [S.l.]: Atari Corp. 1987
35. ↑  Weber, John (julho de 1984). «MPP-1000C Modem». Antic
36. ↑  Commodore 1982, p. 346.
37. ↑  Commodore 1982, p. 348.
38. ↑  «Control Port». C64 Wiki
39. ↑  Tyborski, Michael (junho de 1983). «Joysticks For The Commodore 64». Compute!: 210
40. ↑  Peel, Katherine (1986). The Concise Atari ST 68000 Programmer's Reference Guide (PDF). [S.l.]: Glentop. pp. 1–18
41. ↑  Amiga Hardware Reference Manual. [S.l.]: Commodore International. p. Capítulo 8. Consultado em 12 de dezembro de 2015. Cópia arquivada em 2 de dezembro de 2019
42. ↑  Cook, Gary (agosto de 1983). «How To Build Your Own TI-99/4A Joystick Adapter». Compute!: 10
43. ↑  Pearson, Glenn (1 de julho de 1996). «Atari to TI Joystick Adapter». Mainbyte's Home of the Texas Instruments Computers. Consultado em 3 de abril de 2021
44. ↑  Kagan, Aubrey (8 de julho de 2015). «Keyboard and display multiplexing — the traditional approach». embedded. Consultado em 3 de abril de 2021
45. ↑  Nunes, Giovanni. «Joystick connector». MSX Connectors and Cables
46. ↑  grips03 (4 de dezembro de 2016). «Using Atari joysticks on the Odyssey 2». atariage.com. Consultado em 3 de abril de 2021
47. ↑  Woita, Steve (2007), Classic Gaming Expo - Steve Woita, consultado em 26 de março de 2007
48. ↑  Ahl, David H.; Rost, Randi J. (1983), «Blisters And Frustration: Joysticks, Paddles, Buttons and Game Port Extenders for Apple, Atari and VIC», Creative Computing Video & Arcade Games, 1 (1): 106ff
49. ↑  Farrow, Paul. «ZX Interface 2 - Custom ROM Cartridges». Fruitcake.plus.com. Consultado em 15 de maio de 2011
50. ↑  iComp GmbH (3 de junho de 2015). «DE-9 Joystick». Individual Computers. Consultado em 5 de julho de 2021